# Fabio Piccioni
Fabio Piccioni (Castellammare di Stabia, 19 gennaio 1938) è uno sceneggiatore e regista italiano.

## Biografia
Piccioni nel 1962 inizia a lavorare anonimamente nel cinema come sceneggiatore, usando il suo nome soltanto a partire dal 1968. Negli anni settanta dirige come regista il suo primo film.

## Filmografia

### Sceneggiatore
- Taur, il re della forza bruta, regia di Antonio Leonviola (1963)
- Le gladiatrici, regia di Antonio Leonviola (1963)
- La sfinge d'oro, regia di Luigi Scattini (1967)
- Cjamango, regia di Edoardo Mulargia (1967)
- Prega Dio... e scavati la fossa!, regia di Edoardo Mulargia (1968)
- Il momento di uccidere, regia di Giuliano Carnimeo (1968)
- ...se incontri Sartana prega per la tua morte, regia di Gianfranco Parolini (1968)
- La taglia è tua... l'uomo l'ammazzo io, regia di Edoardo Mulargia (1969)
- Ombre roventi, regia di Mario Caiano (1970)
- E venne il giorno dei limoni neri, regia di Camillo Bazzoni (1970)
- Se t'incontro t'ammazzo, regia di Gianni Crea (1971)
- Dio in cielo... Arizona in terra (Una bala marcada), regia di Juan Bosch (1972)
- Lo credevano uno stinco di santo (La caza del oro), regia di Juan Bosch (1972)
- L'amico del padrino, regia di Frank Agrama (1972)
- La verginella, regia di Mario Sequi (1975)
- Queen Kong, regia di Frank Agrama (1976)
- Puttana galera!, regia di Gianfranco Piccioli (1976)
- La studentessa, regia di Fabio Piccioni (1976)
- Murder Obsession (Follia omicida) (Murder Obsession), regia di Riccardo Freda (1981)
- Una donna da scoprire, regia di Riccardo Sesani (1987)
- Out of Control, regia di Ovidio G. Assonitis e Robert Barrett (1992)
- Club vacanze, regia di Alfonso Brescia (1995)

### Regista
- Si può fare molto con 7 donne (1972)
- Afrika erotika (The Erotic Adventures of Robinson Crusoe), co-regia di Ken Dixon (1976)
- La studentessa (1976)
- Il fascino dell'insolito – serie TV, episodi 3x6 (1982)